# Hebe acutiflora
Hebe acutiflora é uma espécie de planta do gênero Hebe endêmica da Nova Zelândia.